# Agnez Mo (álbum)
Agnez Mo é o sétimo álbum de estúdio da cantora indonésia Agnes Monica, que foi lançado a 1 de Junho de 2013 através da Sony Music Indonesia.

## Alinhamento de faixas
| N.º | Título | Duração |  |